# دونی‌تریپتان
دونی‌تریپتان (انگلیسی: Donitriptan) یک داروی تریپتان است که به عنوان یک عامل ضدمیگرن مورد بررسی قرار گرفت، اما در پایان هرگز به بازار عرضه نشد.